# James Ewing
James Stephen Ewing (25. prosince 1866, Pittsburgh, Pensylvánie, USA – 16. května 1943, New York) byl americký patolog.
V roce 1899 byl prvním profesorem klinické patologie na Cornell University v New Yorku. Zde za jeho účasti vzniklo již počátkem 20. století jedno z prvních amerických pracovišť studujících experimentálně vyvolané tumory. To Ewingovi umožnilo publikovat řadu prioritních pozorování, které dnes patří k základům patologie tumorů. V roce 1913 začal studovat využití radia pro léčbu tumorů. Byl také spoluzakladatelem významných onkologických společností American Association for Cancer Research (1907) a American Cancer Society (1913). V roce 1921 popsal formu maligního kulatobuněčného kostního nádoru, který byl později pojmenován Ewingův sarkom.